# Península de Moçandão
A península de Moçandão ou Musandam é uma pequena subpenínsula do leste da Península Arábica que, com os territórios adjacentes, constitui um exclave omanita. O território é limitado a norte pelo Estreito de Ormuz, do outro lado do qual se estende a costa do Irã, a leste pelo Golfo de Omã, a sul e oeste pelos Emirados Árabes Unidos e a oeste pelo Golfo Pérsico. A principal cidade é Caçapo.

## Divisão administrativa
A península de Moçandão (em árabe: مُـحَـافَـظَـة مُـسَـنْـدَم; romaniz.: Muḥāfaẓaṫ Musandam) constitui, junto com o enclave de Mada, uma província de Omã. A província é um exclave, separado do resto de Omã pelos Emirados Árabes Unidos. Sua localização dá a Omã controle parcial, compartilhado com o Irã, do estreito estratégico. Na seção norte de Moçandão, em torno de Kumzar, se fala a língua Kumzari, que é uma língua do sudoeste iraniano intimamente relacionada com o Larestani e o Luri. A Península de Moçandão tem uma área de 1.800 quilômetros quadrados, e uma população de 31.425 pessoas.
O acesso à península era difícil, com as únicas opções sendo vôos limitados ou dez horas de viagem por meio de quatro postos de imigração. Um serviço de barcas entre Mascate e Moçandão foi lançado em agosto de 2008 para aliviar este problema e tornar a região mais acessível. A província é acessível por terra apenas através dos Emirados Árabes Unidos. Pode-se acessar a região através de Ras al-Khaimah, perto de Al Jeer, e de um enclave de Xarja, Doba. A companhia aérea Oman Air fornece uma ligação entre a capital do país, Mascate, e a principal cidade administrativa da província, Caçapo.

### Subdivisões
A área tem grande importância estratégica devido à sua proximidade com o Estreito de Ormuz. A Província de Moçandão consiste de quatro vilaietes:
- Caçapo (capital)
- Buca
- Doba
- Mada, (um exclave, localizado entre o resto de Moçandão e o resto de Omã)

O chefe administrativo da Província é chamado de muafiz (em árabe: مُـحَـافِـظ; romaniz.: muḥāfiẓ; lit. regulador). O atual muafiz é HE Alçaíde Califa ibne Murdas ibne Amade Albuçaídi.

## Geografia

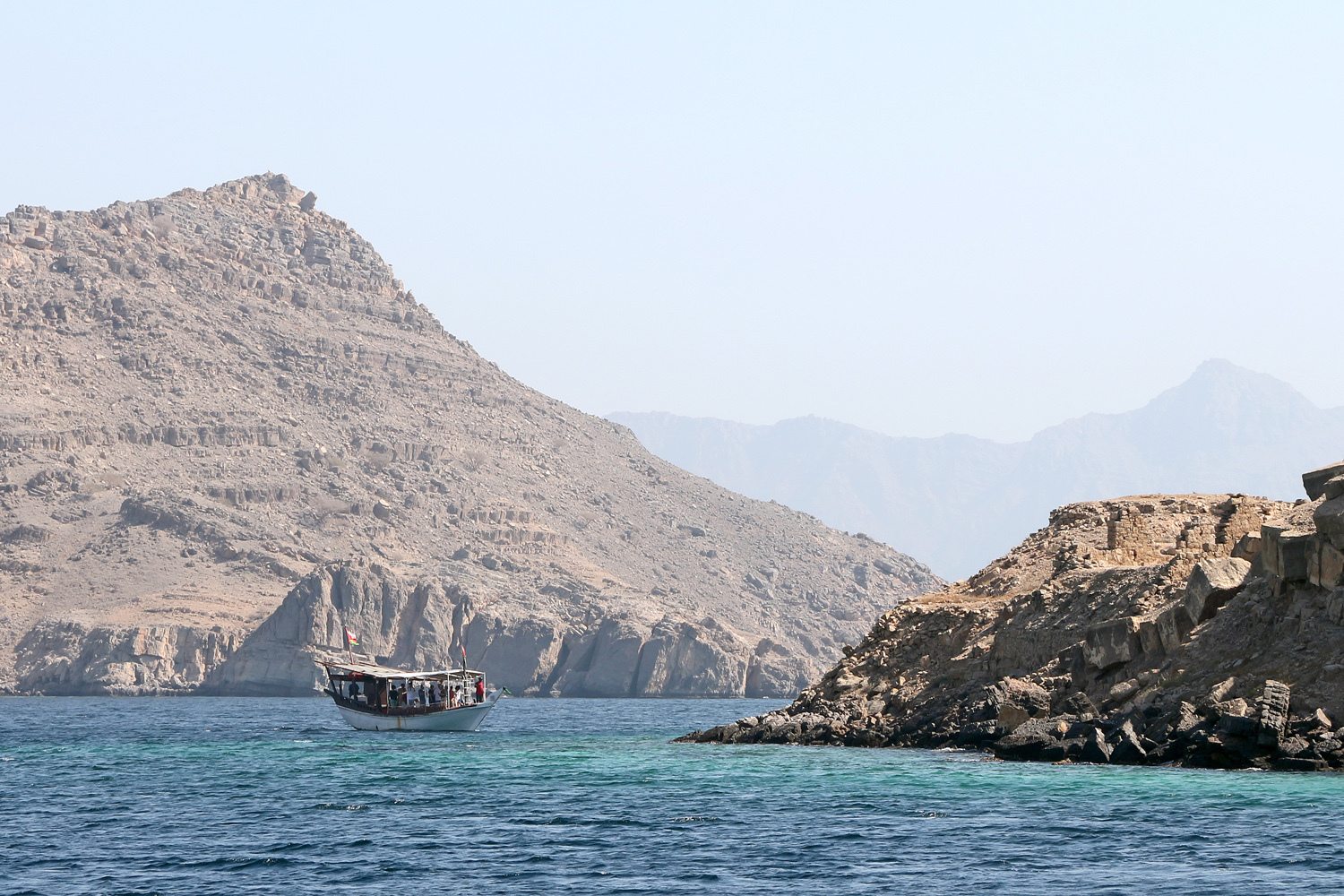
Dhow na costa Caçapo, Omã

A costa rochosa assemelha-se às costas esculpidas pelas geleiras das regiões polares, mas, neste caso, a costa foi moldada pelo movimento da crosta terrestre. A placa da Arábia está lentamente entrando sob a placa eurasiática, criando as montanhas propensas a terremotos do Irã. Na ponta da placa da Arábia, a Península de Moçandão está afundando. As montanhas mais altas permanecem acima da água, mas o mar encheu os vales com água.